# Домар сир ла Лис
Домар сир ла Лис (фр. Domart-sur-la-Luce) је насељено место у Француској у региону Пикардија, у департману Сома.
По подацима из 2011. године у општини је живело 427 становника, а густина насељености је износила 49,71 становника/km².

## Демографија
| 1962. | 1968. | 1975. | 1982. | 1990. | 2011. |
| ----- | ----- | ----- | ----- | ----- | ----- |
| 287   | 264   | 261   | 338   | 375   | 427   |